# Matt Rogers
Matt Rogers (nascido em 5 de março de 1990) é um comediante, ator, escritor, podcaster, apresentador de televisão e artista musical norte-americano. Ele é mais conhecido por co-apresentar o podcast de cultura pop Las Culturistas com Bowen Yang desde 2016. Rogers tem sido citado em trabalhos acadêmicos por sua visão da indústria do entretenimento.

## Infância e educação
Rogers nasceu de Richard e Katrina Rogers e foi criado em Long Island, Nova Iorque. Rogers estudou na Islip High School e foi nomeado rei do baile de formatura em seu baile de formatura. Rogers estava no time de cross country de sua escola e correu 4:36 milhas aos 15 anos, e durante seu último ano do ensino médio ele tirou 100 no exame de inglês do New York State Regents e 5 no exame AP Language and Composition e no exame AP English Literature. Depois de se formar, ele ganhou um BFA em escrita dramática pela Universidade de Nova Iorque (NYU). Enquanto estudava lá, Rogers se tornou membro do grupo de improvisação Hammerkatz e começou a estudar na Upright Citizens Brigade (UCB) em 2009. Foi enquanto estava na NYU que Rogers conheceu Bowen Yang.

## Carreira
Enquanto estudava na UCB, Rogers se apresentou em vários shows, incluindo Characters Welcome e Amazing Welcome; ele também se apresentou na equipe Maude e atuou como diretor artístico do grupo de comédia de esquetes musicais, Pop Roulette. Em 2011, Rogers trabalhou como estagiário no set de Teen Mom 2. Em 2016, Rogers foi reconhecido como um "Comic to Watch" pela Comedy Central.
Desde 2016, Rogers co-apresenta o podcast Las Culturistas com seu colega da NYU, Bowen Yang. Os convidados do programa incluem Alan Cumming, Bianca Del Rio, Katie Couric, Michelle Yeoh, Trixie Mattel, Sean Hayes, Will Ferrell, e Mariah Carey.
Em 2020, Rogers apresentou duas séries de competição de televisão. O Gayme Show, co-apresentado com Dave Mizzoni, foi baseado em uma noite de comédia popular em que homens heterossexuais eram questionados sobre a cultura queer; o programa foi ao ar por uma temporada na plataforma de streaming Quibi. O programa foi renovado para uma segunda temporada, mas o Quibi fechou em outubro de 2020 antes que pudesse ser produzida. Também em 2020, Rogers se tornou o apresentador do Haute Dog, que foi ao ar na HBO Max e viu tosadores de cães competirem por um prêmio em dinheiro.
Como ator, Rogers fez participações especiais em várias séries de televisão, incluindo Shrill, Awkwafina Is Nora from Queens e Search Party. Em 2021, foi anunciado que Rogers teria um papel principal na série de comédia I Love That for You, além de um papel coadjuvante no filme Fire Island, uma releitura gay de Pride and Prejudice.
Como dublador, Rogers dá voz a vários personagens recorrentes na série de comédia Our Cartoon President. Desde 2021, ele dá voz ao personagem Twink na comédia Q-Force da Netflix, na qual também atua como roteirista.
Em dezembro de 2022, Rogers lançou seu especial de comédia musical, Have You Heard of Christmas? no Showtime. O especial segue a jornada de Rogers para entrar no cânone do Natal como o "Pop Prince of Christmas". O especial de TV apresenta canções originais e participações especiais de Bowen Yang, Josh Sharp e Aaron Jackson. O especial de comédia foi desenvolvido no álbum de estreia de Rogers com o mesmo nome, que foi lançado em novembro de 2023 pela Capitol Records.

## Vida pessoal
Depois de morar no Brooklyn por um longo período, Rogers mudou-se para Los Angeles em 2019 e desde então se descreve como uma pessoa de duas costas, com casas em Los Angeles e na Cidade de Nova Iorque. Rogers é gay, tendo se assumido enquanto estudante na NYU. Rogers também é daltônico.
Rogers namorou e morou anteriormente com o músico e colaborador frequente, Henry Koperski.

## Filmografia

### Cinema
| Ano  | Título                | Personagem               | Notas        |
| ---- | --------------------- | ------------------------ | ------------ |
| 2018 | The After Party       | Max                      |              |
| 2020 | Cicada                | Phillip                  | Sem créditos |
| 2022 | Fire Island           | Luke                     |              |
| 2022 | Lyle, Lyle, Crocodile | Apresentador do programa |              |

### Televisão
| Ano       | Título                                 | Personagem                       | Notas                                                                   |
| --------- | -------------------------------------- | -------------------------------- | ----------------------------------------------------------------------- |
| 2013      | Above Average Presents                 | Jonas                            | Episódio: "We Meet Again (Star Wars Parody)"                            |
| 2015      | Criminal Crimes                        | Detetive Keebler                 | 2 episódios                                                             |
| 2016      | Katy in the Bush                       |                                  | Episódio: "Appreciating Your Friends"                                   |
| 2016–2018 | The Special Without Brett Davis        | Vários papéis                    | 3 episódios                                                             |
| 2017      | Above Average Presents                 | Vários papéis                    | 3 episódios                                                             |
| 2017      | Who Wants to Be a Millionaire          | Concorrente                      | 2 episódios                                                             |
| 2017–2018 | Characters Welcome                     | Vários papéis                    | 3 episódios                                                             |
| 2018      | Comedy Central's Thank You, Goodnight! | Ele mesmo                        | Episódio: "Joel Kim Booster (Featuring Shalewa Sharpe)"                 |
| 2019–2020 | Our Cartoon President                  | Vários papéis                    | 21 episódios                                                            |
| 2020      | Shrill                                 | Chastain Handler                 | Episódio: "WAHAM"                                                       |
| 2020      | Awkwafina Is Nora from Queens          | Justin Schultz-Boudreaux         | Episódio: "Launch Party"                                                |
| 2020      | Gayme Show                             | Co-apresentador                  | 8 episódios                                                             |
| 2020      | Search Party                           | Homem gay                        | Episódio: "A National Affair"                                           |
| 2020      | Haute Dog                              | Apresentador                     | 6 episódios                                                             |
| 2021      | Q-Force                                | Twink                            | Papel principal                                                         |
| 2022      | Fairview                               | Luck Dragon (voz)                | Episódio: "Crypto"                                                      |
| 2022      | I Love That for You                    | Darcy Leeds                      | Papel principal                                                         |
| 2022      | Celebrity Jeopardy                     | Concorrente                      |                                                                         |
| 2022      | Big Mouth                              | Membro nº 3 do Bros 4 Life (voz) | Episódio: "Dadda Dia!"                                                  |
| 2022      | Have You Heard of Christmas?           | Ele mesmo                        | Especial de TV                                                          |
| 2023      | Love Trip: Paris                       | Narrador                         | 8 episódios                                                             |
| 2023      | History of the World, Part II          |                                  | Episódio: "VIII"                                                        |
| 2023      | RuPaul's Drag Race All Stars           | Ele mesmo                        | Jurado convidado; Episódio: "Snatch Game of Love"                       |
| 2023      | RuPaul's Drag Race: Untucked           | Ele mesmo                        | Convidado especial; Episódio: "All Stars Untucked: Snatch Game of Love" |
| 2024      | RuPaul's Drag Race                     | Ele mesmo                        | Convidado especial; Episódio: "Booked & Blessed"                        |
| 2024      | Late Night with Seth Meyers            | Ele mesmo                        | Episódio: "13 de junho de 2024"                                         |
| 2024      | RuPaul's Drag Race Global All Stars    | Ele mesmo                        | Jurado convidado; Episódio: "International Queen of Mystery Ball"       |
| 2024      | No Good Deed                           | Greg Boycelane                   | 6 episódios                                                             |
| 2025      | Overcompensating                       | Jared                            | 3 episódios                                                             |

### Escritor
| Ano  | Título        | Notas                    |
| ---- | ------------- | ------------------------ |
| 2021 | The Other Two | redator, 10 episódios    |
| 2021 | Q-Force       | Episódio: "EuropeVision" |

## Prêmios e indicações
| Ano  | Associações                | Nomeações       | Categoria                     | Resultado |
| ---- | -------------------------- | --------------- | ----------------------------- | --------- |
| 2019 | Shorty Awards              | Las Culturistas | Melhor Podcast                | Indicado  |
| 2021 | iHeartRadio Podcast Awards | Las Culturistas | Melhor Podcast de Cultura Pop | Indicado  |
| 2022 | iHeartRadio Podcast Awards | Las Culturistas | Melhor Podcast de Comédia     | Indicado  |
| 2022 | Gotham Awards              | Fire Island     | Tributo ao Elenco             | Venceram  |
| 2023 | iHeartRadio Podcast Awards | Las Culturistas | Podcast do Ano                | Venceu    |
| 2023 | iHeartRadio Podcast Awards | Las Culturistas | Melhor Podcast de Comédia     | Indicado  |

## References
1. ↑  Hereford, André (3 de setembro de 2021). «Q-Force: Twink actor Matt Rogers stands by "every single joke" in Netflix's queer comedy». Metro Weekly (em inglês). Consultado em 24 de junho de 2025
2. ↑  Katz, Joshua H.; Mann, Thomas C.; Shen, Xi; Goncalo, Jack A.; Ferguson, Melissa J. (1 de março de 2022). «Implicit impressions of creative people: Creativity evaluation in a stigmatized domain». Organizational Behavior and Human Decision Processes. 104116 páginas. ISSN 0749-5978. doi:10.1016/j.obhdp.2021.104116. Consultado em 24 de junho de 2025
3. ↑  «"Speaking of Hailee Steinfeld..." (w/ guest host Joel Kim Booster) - Las Culturistas with Matt Rogers and Bowen Yang». iHeart (em inglês). Consultado em 24 de junho de 2025
4. 1 2 3  «Matt Rogers». ucbcomedy.com (em inglês). Consultado em 24 de junho de 2025. Cópia arquivada em 18 de setembro de 2021
5. ↑  «"This Is King" (w/ Ego Nwodim) - Las Culturistas with Matt Rogers and Bowen Yang». omny.fm. Consultado em 24 de junho de 2025
6. ↑  «"Haus of Cultch: More Categories" - Las Culturistas with Matt Rogers and Bowen Yang». iHeart (em inglês). Consultado em 24 de junho de 2025
7. ↑  «Episode VII: More Athletes Matt and Bowen are Watching - Two Guys, Five Rings: Matt, Bowen & The Olympics». iHeart (em inglês). Consultado em 24 de junho de 2025
8. ↑  «The Britney Episode 2: Britney And More (w/ Matt & Bowen) - Las Culturistas with Matt Rogers and Bowen Yang». iHeart (em inglês). Consultado em 24 de junho de 2025
9. ↑  «Islip Alumni Share Valuable Knowledge». www.islipufsd.org. 27 de janeiro de 2009. Consultado em 24 de junho de 2025
10. ↑  Escandon, Rosa. «28-Year-Old Sudi Green Is A Comedian On The Forefront». Forbes (em inglês). Consultado em 24 de junho de 2025
11. 1 2 3  N; P; R (19 de julho de 2019). «Bowen Yang And Matt Rogers: I Don't Think So, Honey!». NPR (em inglês). Consultado em 24 de junho de 2025
12. ↑  «Seek Culture 3 LIVE at Murmrr Theater - Las Culturistas with Matt Rogers and Bowen Yang». omny.fm. Consultado em 24 de junho de 2025
13. ↑  «hahaha. com - Juste pour rire - HAHAHA». www.hahaha.com. Consultado em 24 de junho de 2025
14. ↑  Nast, Condé. «Las Culturistas». The New Yorker (em inglês). Consultado em 24 de junho de 2025
15. ↑  Malin, Sean (19 de setembro de 2019). «Want to Try Las Culturistas? Start Here.». Vulture (em inglês). Consultado em 24 de junho de 2025
16. ↑  Steiner, Chelsea (19 de maio de 2020). «Gayme Show Is the Only Great Series on Quibi». The Mary Sue (em inglês). Consultado em 24 de junho de 2025
17. ↑  «Haute Dog's Matt Rogers: the joy of a flamboyant queer reality TV host». reality blurred (em inglês). 3 de dezembro de 2020. Consultado em 24 de junho de 2025
18. ↑  White, Peter (25 de janeiro de 2021). «Punam Patel & Matt Rogers Join Vanessa Bayer's Showtime Comedy Pilot 'I Love This For You'». Deadline (em inglês). Consultado em 24 de junho de 2025
19. ↑  Grobar, Matt (12 de agosto de 2021). «'Fire Island': Andrew Ahn's Searchlight Pic Adds 11 To Cast». Deadline (em inglês). Consultado em 24 de junho de 2025
20. ↑  «Matt Rogers talks Q-Force and the challenges of making queer comedy for the masses». AV Club (em inglês). Consultado em 24 de junho de 2025
21. ↑  Daw, Stephen (24 de novembro de 2023). «How Matt Rogers Manifested a Joke Into a Hit Christmas Album: 'I Kind of Faked My Way Into It'». Billboard (em inglês). Consultado em 24 de junho de 2025
22. ↑  Bowen Yang, Matt Rogers (9 de março de 2016). «1. The Grammys». Las Culturistas (Podcast). Forever Dog Podcast Network.  Em cena em 44:01
23. ↑  «"Destabilized" (w/ Nicole Byer) - Las Culturistas with Matt Rogers and Bowen Yang». iHeart (em inglês). Consultado em 24 de junho de 2025
24. ↑  «"Nomi Malone Muppet" (w/ Shalewa Sharpe) - Las Culturistas with Matt Rogers and Bowen Yang». iHeart (em inglês). Consultado em 24 de junho de 2025
25. ↑  Frank, Jason P. (6 de dezembro de 2022). «Henry Koperski Waves Good-bye to Musical Comedy». Vulture (em inglês). Consultado em 24 de junho de 2025